# Stig Bergström
Stig Magnus Bergström, auch Sig Bergstrom,(* 12. Juni 1935 in Skövde) ist ein schwedisch-US-amerikanischer Paläontologe.

## Leben
Bergström studierte an der Universität Lund mit dem Kandidaten-Abschluss 1959 und der Promotion 1961. Ab 1960 war er mit einem Fulbright-Stipendium an der Ohio State University. 1962 bis 1968 war er Dozent in Lund und danach zunächst Assistant Professor und Kurator und ab 1972 Professor an der Ohio State University.
Er ist bekannt für Arbeiten zur Biostratigraphie von Conodonten (und Graptolithen) im Paläozoikum (neben Nordamerika auch zum Beispiel China und Skandinavien/Baltikum). Dabei arbeitete er mit Walter C. Sweet zusammen. Auf seinen Vorschlag von 2006 hin wurden Katium und Sandbium als Stufen des Ordoviziums eingeführt und ebenso Floium. Er befasst sich auch mit Chemostratigraphie, zum Beispiel mit Hilfe der relativen Häufigkeit von Kohlenstoffisotopen für Ordovizium und Silur, und untersucht, wie die Sauerstoff-Isotopen-Zusammensetzung des Apatits von Conodonten-Fossilien als Thermometer für die damaligen Meerestemperaturen verwendet werden kann.
2011 erhielt er die Paleontological Society Medal. 1999 erhielt er die Raymond C. Moore Medal und die Goldmedaille der Karls-Universität Prag. Außerdem erhielt er den schwedischen Hadding Preis und 2001 die Pander Medal der Pander Society. Er ist Ehrendoktor der Universität Lund. 2012 erhielt er die Digby McLaren Medal der International Commission on Stratigraphy und er erhielt die IUGS Medal for Excellence.

## Schriften
- mit Walter Sweet (Herausgeber): Symposium on Conodont Biostratigraphy, Geological Society of America Memoir 127, 1971
- mit Walter Sweet: The generic concept in conodont taxonomy. Proceedings North American Paleontological Convention, 1, 1969, S. 29–42.
- mit Walter Sweet: Conodont provinces and biofacies of the Late Ordovician, Geological Society of America Special Papers 196, 1984, S. 69–88
- mit Walter Sweet: Conodonts and Biostratigraphic Correlation, Annual Review of Earth and Planetary Sciences, 14, 1986, 85–112
- mit Stanley C. Finney, Chen Xu, Daniel Goldman und Stephen A. Leslie: Three new Ordovician global stage names. Lethaia, 39: 287–288, Oslo 2006